# Bento Caldeira
Bento Caldeira Caeiro de Almeida, ou simplesmente Bento Caldeira (Santo Aleixo da Restauração, 18 de Abril de 1926 — [?], 17 de setembro de 1997), foi um médico e escritor português natural de Santo Aleixo da Restauração, aldeia do Município de Moura.

## Obras
- Memórias de um Médico (Clinicando no Agro Alentejano)[2](1992)
- Alentejo em Foco - das Abas da Medicina[3] (1993)
- Do Alentejo à Patagónia[4] (1994)
- Mostarda Alentejana[5](1995)
- Aldeia Heróica - Santo Aleixo da Restauração[6] (1997)